# Onthophagus transisthmius
Onthophagus transisthmius là một loài bọ cánh cứng trong họ Bọ hung (Scarabaeidae).